# Хенрик Кристоферсен
Хенрик Кристоферсен (норв. Henrik Kristoffersen; рођен 2. јула 1994. у Лоренскогу) норвешки је алпски скијаш, специјалиста за велеслалом и слалом. Освајач је малог кристалног глобуса у сезони 2015/16.. у дисциплини слалом.

## Биографија
Кристоферсен је одрастао у Левенстаду у општини Релинген, где је 2000. почео да тренира скијање. У фебруару 2009. освојио је Трофеј Тополино, најпрестижније такмичење за децу у скијању, у слалому и велеслалому. У такмичењима Међународне скијашке федерације дебитовао је у сезони 2009/10. Ову сезону је окончао као најбоље пласирани такмичар у својој старосној за дисциплине слалом, велеслалом и комбинација. Велику пажњу је привукао у фебруару 2011. када је победио слалому и велеслалому на Европском фестивалу младих у Либерецу. Такође, на првенству Норвешке месец дана касније освојио је треће место у слалому.
У Европском купу је дебитовао крајем 2010, а од сезоне 2011/12. био је редован учесник овог такмичења. Први пласман међу десет најбољих остварио је 19. јануара 2012. у Ленцерхајду у слаломској трци, да би 12. и 13. фебруара исте године забележио прве две победе у слаломским такмичењима одржаним у Пампорову. На јуниорском првенству света 2012. у Рокарсу освојио је златну медаљу у велеслалому и сребрне медаље у слалому и комбинацији. Деби у Светском купу имао је 11. марта 2012. у Крањској Гори у трци слалома, када није успео да се пласира у другу вожњу. На крају сезоне постао је првак Норвешке у слалому.
Прве бодове у Светском купу освојио је 11. новембра 2012. у Левију када је заузео 11. место у слалому. На Јуниорском првенству света 2013. победио је у комбинацији. Почетком сезоне 2013/14. у Левију је 17. новембра 2013. освојио треће место у слалому. Након још два пласмана међу прва три, 28. јануара 2014. остварио је прву победу у Светском купу у слаломској трци у Шладмингу.
На Зимским олимпијским играма у Сочију освојио је бронзану медаљу у слалому, чиме је постао најмлађи освајач медаље на Зимским олимпијским играма. Почетком марта 2014. још два пута је постао светски првак у јуниорској конкуренцији (велеслалом и слалом). Први пласман међу прва три у велеслаломској трци Светског купа забележио је 8. марта 2014. у Крањској Гори.
Почетком сезоне 2014/15. Кристоферсен је остварио другу победу у Светском купу у слалому одржаном у Левију. На Светском првенству у Вејлу и Бивер Крику 2015. био је четврти у слалому. Марта 2015. Кристоферсен се последњи пут такмичио на Светском јуниорском првенству када је освојио златне медаље у слалому и велеслалому. Са шест златних медаља на Јуниорским првенствима у алпском скијању најуспешнији је учесник овог такмичења.
Прву победу у велеслалому у такмичењима Светског купа остварио је 21. марта 2015. у Мерибелу.

### Победе у Светском купу
- 16 победа (1 у велеслалому, 15 у слалому)

| Датум              | Место             | Држава     | Дисциплина |
| ------------------ | ----------------- | ---------- | ---------- |
| 28. јануар 2014.   | Шладминг          | Аустрија   | Слалом     |
| 16. новембар 2014. | Леви              | Финска     | Слалом     |
| 15. март 2015.     | Крањска Гора      | Словенија  | Слалом     |
| 21. март 2015.     | Мерибел           | Француска  | Велеслалом |
| 13. децембар 2015. | Вал д'Изер        | Француска  | Слалом     |
| 22. децембар 2015. | Мадона ди Кампиљо | Италија    | Слалом     |
| 10. јануар 2016.   | Аделбоден         | Швајцарска | Слалом     |
| 17. јануар 2016.   | Венген            | Швајцарска | Слалом     |
| 24. јануар 2016.   | Кицбил            | Аустрија   | Слалом     |
| 26. јануар 2016.   | Шладминг          | Аустрија   | Слалом     |
| 11. децембар 2016. | Вал д'Изер        | Француска  | Слалом     |
| 22. децембар 2016. | Мадона ди Кампиљо | Италија    | Слалом     |
| 8. јануар 2017.    | Аделбоден         | Швајцарска | Слалом     |
| 15. јануар 2017.   | Венген            | Швајцарска | Слалом     |
| 24. јануар 2017.   | Шладминг          | Аустрија   | Слалом     |
| 21. јануар 2018.   | Кицбил            | Аустрија   | Слалом     |